# BIGBANG
BIGBANG（韓語：빅뱅）是韓國YG娛樂於2006年推出的男子組合，最初由太陽、G-Dragon、大聲、T.O.P以及勝利五位成員組成，G-Dragon擔任隊長一職。團體以「宇宙大爆炸」為名，意味著將對於韓國音樂界，甚至在全世界帶來爆炸性的影響。官方的歌迷名稱則是「V.I.P」，其意思為「Very Important Person」，是根據第二張單曲《BIGBANG Is V.I.P》命名，有著粉絲是非常重要的人的含义。
2019年爆發Burning Sun事件後，勝利宣布退出组合。
2022年，三名成員與YG娛樂的合約紛紛到期，4月T.O.P宣布離開公司並退出組合。12月大聲離開公司，太陽轉至YG娛樂旗下獨立廠牌THEBLACKLABEL。2023年6月，最後一位尚有合約的成員G-Dragon與YG娛樂合約到期並離開公司，至此BIGBANG組合全員退出YG娛樂。
2024年太陽、G-Dragon、大聲以三人形式登上2024年MAMA大獎正式回歸音樂舞台。

## 簡介
團體剛出道時主要以嘻哈曲風為重，首張同名專輯賣出近4萬張，成果尚未顯著，直至2007年發行第一張迷你專輯《Always》時一舉成名，令組合打響知名度的歌曲〈謊言〉便收錄於此張專輯中，此曲在韓國各大音樂榜單中破紀錄的蟬聯了七週的冠軍，並使BIGBANG在第9屆「Mnet亞洲音樂大獎」榮獲首座年度歌曲大獎。BIGBANG後續發行的唱片也為他們提高了知名度，而帶動BIGBANG踏上世界的舞臺是在2012年推出的第五張韓語迷你專輯《Alive》，這張專輯發行後成為第一張登上美國告示牌200大專輯榜的韓國專輯，並獲得海外媒體的關注，包括在該年登上美國格萊美官方網頁，成為第一個被格萊美介紹的韓國歌手。其後發行的《M》、《A》、《D》、《E》及在2016年推出的該系列結尾作《MADE》則奠定了BIGBANG在韓國流行音樂上的地位，同時於發行後均取得商業上的成功，僅是「Made Series」系列單曲的部分在亞洲的淨銷售就超過了1300萬張，並讓團體第三次在「Mnet亞洲音樂大獎」上獲頒年度歌手獎。
BIGBANG在數年來不斷的自我突破、刷新韓國流行音樂多項紀錄，被國際譽為「K-POP流行音樂之王」、「韓國國民男團」，其中，G-Dragon更為團體贏得音樂界的尊敬與讚賞，而自加翁音樂榜開始追蹤銷量起，包括成員個人發行的曲目，BIGBANG已售出超過1億5千700萬張的唱片，加上先前韓國音樂產業協會（MIAK）、韓國音樂內容產業協會（KMCIA）發行的銷量以及國家銷量已突破1億8千1百萬張，而在韓國、日本及亞洲其他地區的數位單曲擁有超過1億2千8百萬張的銷量，平均每首主打歌下載量為430萬，非主打歌下載量為150萬，專輯銷量則超過1300萬張，這使其成為亞洲史上數位專輯最熱賣的團體，也是世界上暢銷的男子音樂組合之一。
縱觀BIGBANG的職業生涯，他們已多次在韓國及國際各大頒獎典禮與各項排行榜獲得殊榮，包括「Cyworld數位音樂大賞」最暢銷的藝人、於「Mnet亞洲音樂大獎」獲得最多大獎的紀錄為依據被列入2018年金氏世界紀錄的偶像團體，他們也是第一個進入「富比士百大名人」、「福布斯30位30歲以下精英榜」音樂榜單名單的韓國歌手，並以年收入高達4400萬美元位列「福布斯30位30歲以下精英榜」第13名的南韓唯一入榜者。鑒於他們的全球知名度以及在韓國流行音樂的貢獻，《華盛頓郵報》將他們描述為「亞洲最頂級的音樂團體」，而《好萊塢報導》、《時代雜誌》則形容他們為「全球最具影響力的男子組合」，深獲國際肯定。

## 發展歷程

### 2006年：團體的成立與早期活動
在正式出道前，G-Dragon及太陽早於12歲時便被YG娛樂的社長梁玄錫選中加入公司當練習生。T.O.P先前則是以藝名「Tempo」做為地下饒舌歌手活動，著名的歌曲是與NBK Gray一起合唱的〈Buckwild〉。在YG娛樂將G-Dragon視為組建男團的候選人後，G-Dragon聯繫了兒時的好友T.O.P，讓他參加面試，大聲及勝利則是通過YG娛樂主辦的選秀，合格後成為該娛樂公司旗下的練習生。
2006年7月，YG娛樂透過十一集的記錄片《BIGBANG出道實錄》敘述BIGBANG的出道經過。隊長兼饒舌的G-Dragon和主唱太陽因已經練習了6年之久，均有著深厚的實力並已訂定簽約。領唱姜大聲在選拔過程得到多位老師的好評；在尚有一個名額的選擇下，參考多方意見後選擇T.O.P為四名成員之一；勝利與張賢勝在選拔中落敗。而在落敗後獲得重選機會時，勝利最後獲勝加入BIGBANG，賢勝淘汰並離開公司。出道實錄在播出後便受到廣大關注，在網上的收看次數達到160萬人次。
2006年8月19日，在YG娛樂全力打造下，BIGBANG在韓國首爾奧林匹克競技場舉行的「YG Family 10週年演唱會」上正式出道，並在隔月公開播放。不久之後於8月29日發行首張單曲專輯《BIGBANG》，包含A Fool's Only Tears、This Love以及朴春參與客串的We Belong Together，其中This Love改編自美國搖滾樂隊魔力紅的歌曲〈烈愛〉，由G-Dragon改寫並演唱，此張單曲銷售近4萬張。第二張單曲專輯是在9月份發行的《BIGBANG Is V.I.P》，最終賣出了3萬2千張。同年12月21日，BIGBANG發佈首張正規專輯《BIGBANG Vol.1》，並在12月舉辦出道後的第一場演唱會「The Real」。截至2007年2月底，《BIGBANG Vol.1》已售出4萬8千張。

### 2007年－2008年：進軍日本

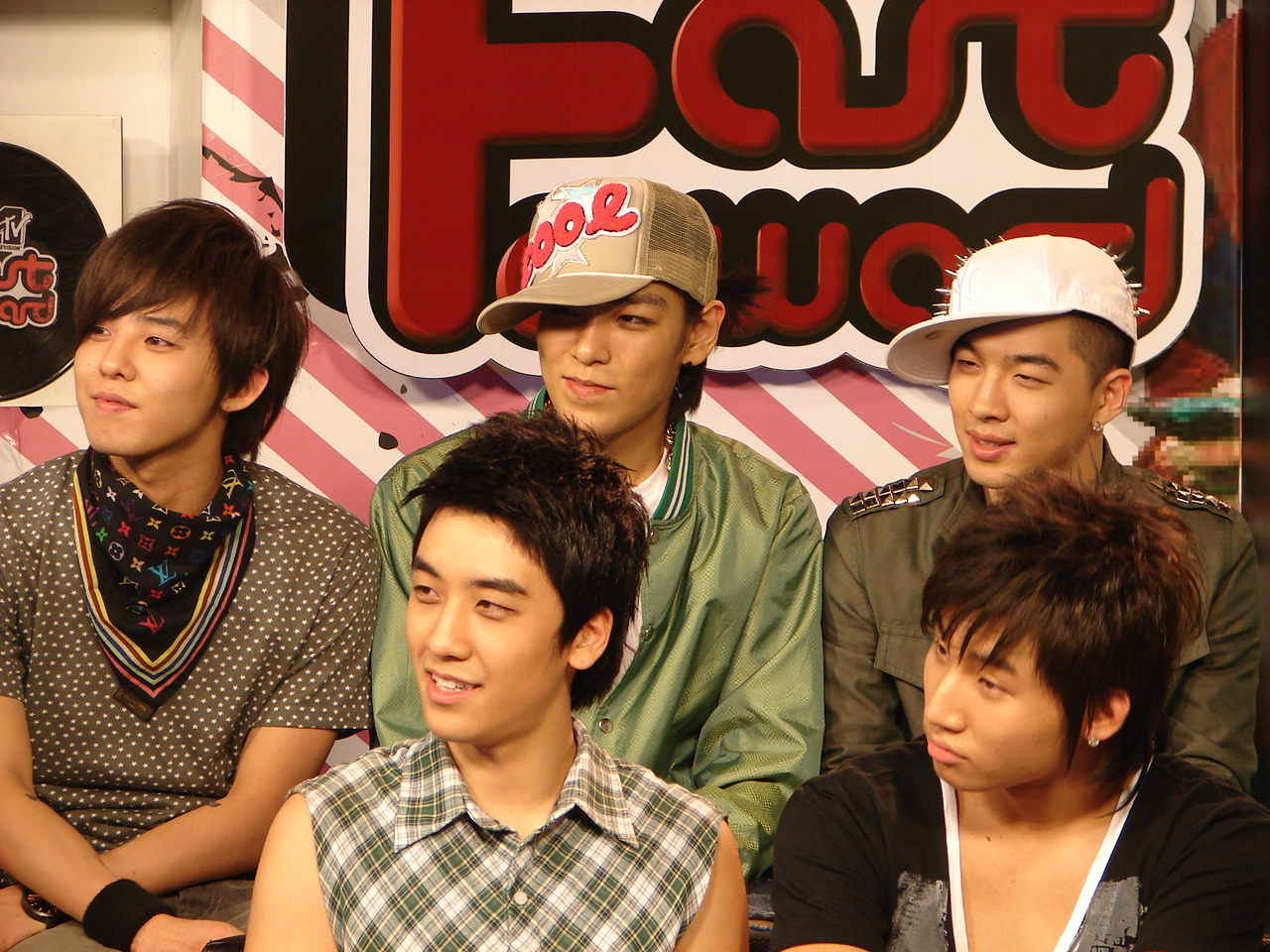
BIGBANG（2007年）

2007年2月8日，BIGBANG發行了他們在2006年12月30日舉行首次公演的演唱會專輯《The Real Vol.1現場音樂會》，到年底一共銷售超過1萬5千張，而從5月27日起以仁川站為起點開始進行「Want You」巡迴演唱會以宣傳首張正規專輯《BIGBANG Vol.1》，期間共途徑五座城市，包括大邱、昌原、全州及釜山。
2007年8月16日，推出首張迷你專輯《Always》，專輯專注於音樂風格的創新，G-Dragon負責創作專輯中大部分歌曲，包括另他們逐漸打開知名度的《謊言》，特別的是，此張專輯引入電子音樂，引起相當正面的回饋，而主打曲謊言發佈後獲得一眾好評，評論將這首歌描述為「一演轟動」，成為他們最熱門的歌曲之一。
2007年11月22日，BIGBANG推出第二張迷你專輯《Hot Issue》，主打曲《最後的問候》取得與先前一樣的成功，均登上各大榜單之首，包括在Juke-On排行榜上連續8週蟬聯冠軍，並取得「Cyworld數位音樂大賞」12月份的人氣歌曲獎。為了答謝歌迷的支持，BIGBANG於12月28日至31日舉行為期3天「The Great」演唱會，而所有門票在開賣後僅10分鐘即銷售一空。然而，由於組合過度的演出，在成員均因過於疲勞不得不休養而暫停所有宣傳活動，儘管如此，他們的專輯及單曲依然熱賣，讓唱片公司再次出版包裝二次發行，憑藉著迷你專輯的成功，BIGBANG於年底橫掃韓國大型頒獎典禮各大獎項，當中包括在第9屆「Mnet亞洲音樂大獎」獲得最佳男子組合以及年度歌曲兩座大獎，其後，他們亦在第17屆「首爾音樂賞」奪下大賞獎，而根據相關報導，團體至年末一共收入高達120億韓元（約1150萬美元）。
2007年年末，所屬經紀公司YG娛樂宣佈旗下男子組合BIGBANG將進軍日本，並在2008年1月4日發行首張日語迷你專輯《For the World》，僅靠著小幅宣傳就在日本最具影響力的排行榜公信榜排名第十位，並在東京巨蛋城內的JCB Hall舉辦首場海外演唱會。結束在日本的宣傳後，BIGBANG回到韓國，雖然團體的活動因個人活動而推遲，但還是發行了第三張韓語迷你專輯《Stand Up》。此次作品與鈴木大士及韓國搖滾樂團No Brain進行合作，於發行後再度創下佳績，不僅唱片銷售突破20萬張，其中主打曲《一天一天》均佔據多個數位音樂網站榜單首位，並蟬聯共六週的冠軍，也成為韓國最暢銷的單曲之一，僅在韓國就有超過540萬的下載量，而在《Stand Up》中也包含排名在第5位的天國、第10位的Oh My Friend以及第20位的A Good Man與Lady。
在準備下一張韓語作品期間，BIGBANG於2008年10月9日推出首張日語正規專輯《Number 1》，此張專輯躋身日本公信榜每日專輯排行榜中的第三名。11月5日，發行第二張韓語正規專輯《Remember》，收錄的主打曲《紅霞》依舊在發表後空降韓國音樂榜單首位，專輯則賣出超過21萬張，再度的成功，使BIGBANG於第10屆「Mnet亞洲音樂大獎」拿下成軍以來第二座最佳男子組合獎。至2008年底，據報導BIGBANG的總收入為360億韓元（約3450萬美元）。

### 2009年－2010年：個人發展及子團誕生

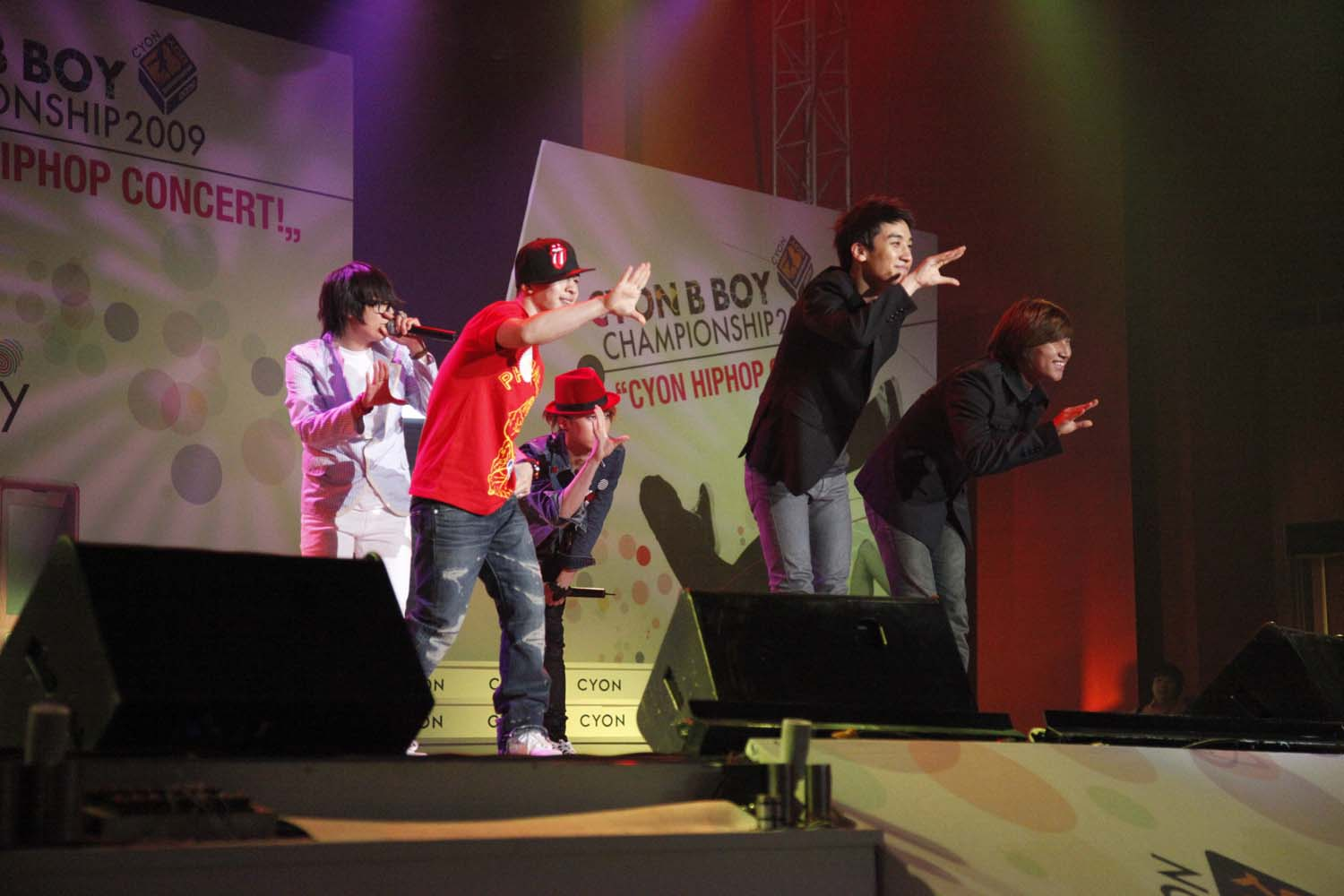
BIGBANG（2009年）

雖然組合在2009年初處於休息的狀態，但成員也忙於個人活動，而在3月27日重聚後與當時被稱作「女版BIGBANG」的同公司新女團2NE1進行合作並一同拍攝音樂錄影帶，推出了用來宣傳LG Cyon手機的單曲《Lollipop》，另外BIGBANG也發行了第三張單曲So Fresh, So Cool以宣傳啤酒品牌「Hite」，然而勝利因還未達到可飲酒年齡，未參與其中。8月19日，他們的日語正規專輯《BIGBANG》問世，由日本環球音樂發行，在活動期間也同時宣傳了My Heaven、Gara Gara GO!!單曲，其中My Heaven是韓語迷你三輯《Stand Up》收錄曲天國的日語再錄版，My Heaven甫發行便登上日本公信榜第三名，Gara Gara GO!!則位居第五。回韓國後，成員專注於個人活動，包括T.O.P出演電視劇《特務情人IRIS》飾演殺手的角色，太陽則分別於10月15日及11月13日推出個人單曲Where U At?及Wedding Dress，而在成員於各自的領域活動下，同時也重聚為日劇《單身情歌》錄製主題曲《讓我聽你的聲音》。
2010年1月29日至31日，BIGBANG在韓國首爾奧林匹克體操競技場舉行為期三天的「Big Show 2010」演唱會迎來新年，之後便飛往日本著手進行首場日本巡演「Electric Love」，儘管尚未錄製任何正式專輯，但在活動中也發行了一些作品，和2NE1合作的單曲《Lollipop》的後續曲《Lollipop Part 2》再次被用來宣傳LG Cyon的Lollipop棒棒糖手機，釋出後即登上數位單曲榜首位。6月9日，推出第四張日文單曲《Tell Me Goodbye》，此曲是韓劇《IRIS》的日語再發行版本，公開後不僅大受好評，並在第52屆「日本唱片大賞」獲得年度歌曲獎，此外，為了2010年世界盃足球賽，BIGBANG另外發表有韓國搖滾樂團Transfixion與花式滑冰運動員金妍兒參與客串的歌曲Shout of the Reds。而在這一年中，大部分時間成員再次各自展開活動，成員T.O.P發行個人數位單曲《Turn It Up》參與電影《走進炮火中》的演出、成員太陽發行個人首張正規專輯《Solar》以及子團體GD&TOP的首次亮相，期間，BIGBANG獲頒幾個著名的獎項，包括在第24屆日本金唱片大賞獲得最佳五位藝人獎與最佳新人獎、MTV日本音樂錄影帶大獎所頒的最佳流行音樂錄影帶及最佳新人獎。

### 2011年：回歸

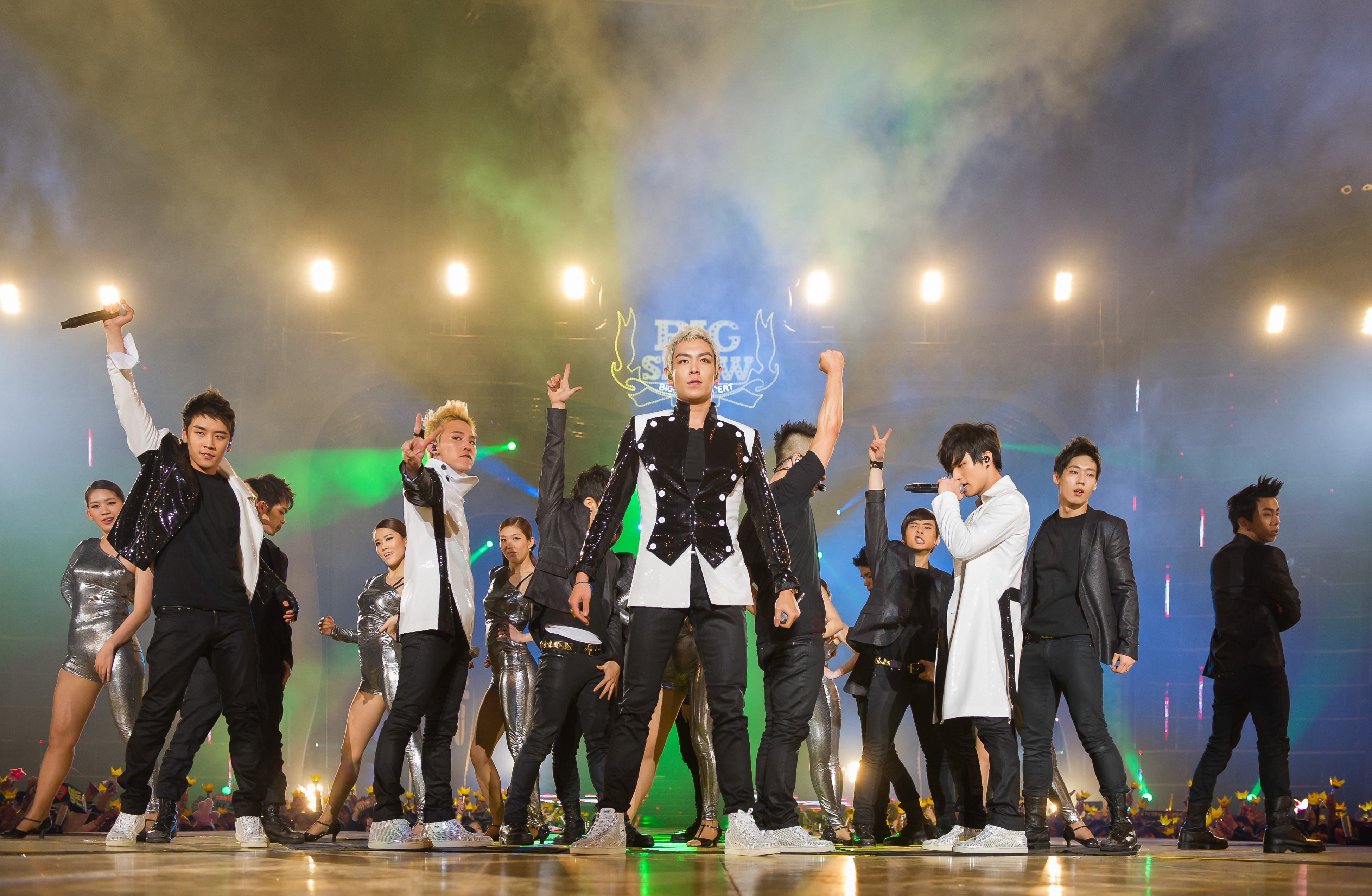
2011年「Big Show」演唱會

經過近兩年在韓國的團體空白期後，BIGBANG於2011年2月24日發行第四張迷你專輯《Tonight》，並在2月25日至27日「Big Show 2011」演唱會上首次表演。《Tonight》在Cyworld的預售量近1萬張，打破東方神起在2008年創下的6千5百張的記錄，並且在一週內就上升至10萬張，同時引起熱烈反響，韓國知名媒體《Asiae》稱讚他們音樂的新方向，認為在這兩年的空窗期中，團體的風格和音樂情感變得更加深刻。而據媒體報導，專輯所產生的收入高達70億韓元（約660萬美元），其後，同名主打曲登上加翁數位單曲榜週榜冠軍。
2011年4月8日，BIGBANG推出《Tonight》特別版專輯，主打歌為Love Song及Stupid Liar，亦包括各成員在2010年及2011年的Solo曲目I Need A Girl、High High、怎麼辦及大聲在此張專輯的個人獨唱單曲Baby Don't Cry。4月16日，公開Love Song音樂錄影帶。拍攝當中，YG娛樂耗資20萬美元引進韓國業界從未使用的四面攝影機（4 point wire camera），而音樂錄影帶發布後僅兩天的時間在Youtube官方頻道的點閱率已突破200萬觀看人次。
2011年11月6日，BIGBANG以超過5千8百萬的票數成為MTV歐洲音樂大獎亞洲太平洋地區代表並成功奪下最佳世界藝人獎，使他們成為歷史上第一個獲頒此項大獎的亞洲歌手。而後BIGBANG參加「2011 YG Family巡迴演唱會」以慶祝YG娛樂成立十五週年，接著在12月14日發行第三張精選輯《The Best of BIGBANG》，專輯中包含熱門歌曲一天一天的日語版本，精選輯在發售的第一天以14,504張的銷售量空降公信榜專輯排行榜冠軍。

### 2012年－2014年：首次世界巡演

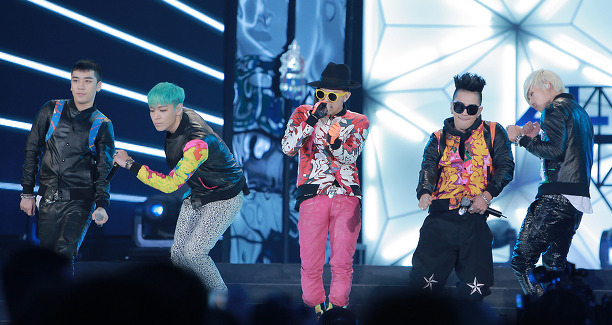
BIGBANG（2012年）

2012年1月，所屬經紀公司YG娛樂開始發佈BIGBANG第五張韓語迷你專輯《Alive》相關預告，並宣佈將在2月29日正式發行數位及實體專輯，兩週內的預購數達到26萬張。主打曲之一Blue在專輯發行前一週提前釋出，公開後旋即佔據主要榜單第一名的位置，並連續三週蟬聯加翁數位單曲榜冠軍，成為2月份的冠軍得主，與音源同時發佈的音樂錄影帶則在Youtube上發佈僅一週，觀看次數達千萬記錄，同時獲得近期最熱門影片「Recently Most Popular」和焦點影片「Trending」兩枚金牌，而專輯正式推出後取得了商業性的成功，不僅銷售量突破21萬張，更在美國著名榜單告示牌K-pop熱門100首中的前十名歌曲就包攬了五個位置，實體專輯則躋身告示牌200大專輯榜排行榜中的第150名，創下首位韓國藝人以韓語專輯進入此項排行榜，BIGBANG的熱度也使他們在告示牌50強社交榜（Social 50）中排名第24位，其後，亦獲得知名網站如《時代雜誌》的高度認可，並在3月15日登上美國格萊美官方網頁，成為第一個被格萊美介紹的韓國歌手。

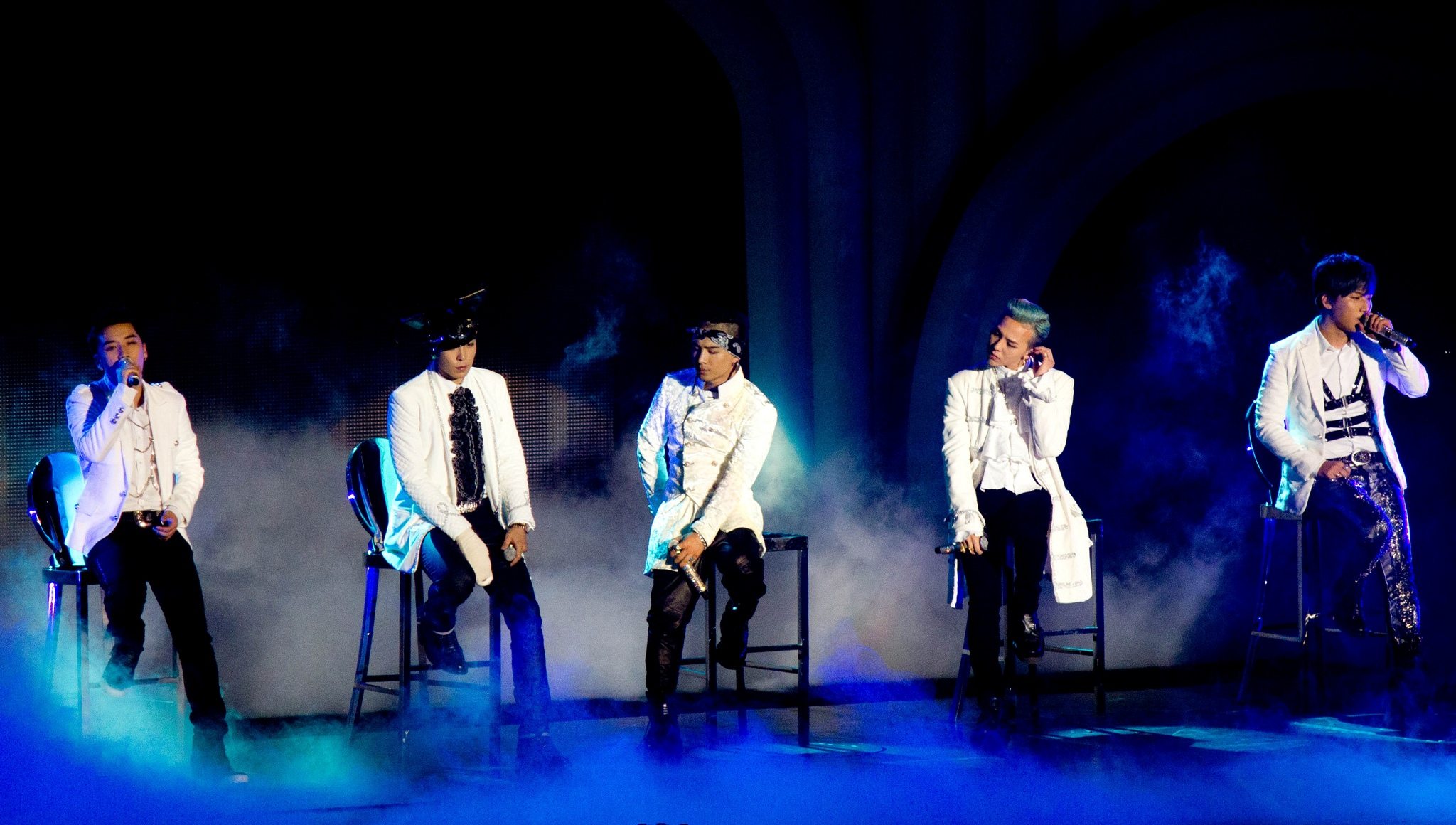
BIGBANG舉行「Alive」世界巡演

2012年3月2日，BIGBANG在首爾奧林匹克公園體育館舉行為期三天，共吸引4萬名歌迷的週年演唱會「Big Show 2012」，正式拉開與理想國演藝合作的首場世界巡演「Alive Galaxy」帷幕，這場「Big Show」演出也透過MTV World Stage在160個國家播放，促進他們世界巡演的宣傳，而為了即將到來的巡迴演唱會，YG娛樂邀請了曾與義大利裔美國歌手Lady Gaga攜手合作「惡魔舞會」巡演的著名編舞家勞瑞安·吉布森擔任指導，這意味著觀眾更加期待BIGBANG的舞臺表現。團隊最終以2013年1月27日於首爾奧林匹克體操競技場作為「Alive Galaxy」為期近一年的終場演出，總計造訪12個國家24座城市，共48場演出，動員世界各地80萬名觀眾。
巡演期間，《Alive》第三支主打曲〈Fantastic Baby〉音樂錄影帶在2012年3月6日通過Youtube頻道釋出，這是當時組合最火紅的一首歌，至今擁有超過4億的點閱數，是目前韓國團體觀看次數最多的音樂影片之一。日語版《Alive》則發表於同年3月28日，推出數位及實體版本，同時增加兩首日語歌。在發行的第一天便賣出超過2萬3千張，並居日本公信榜第二位，最後共售出超過20萬張，亮眼的銷售量被日本唱片協會認證為金唱片。4月9日，BIGBANG首度抵達臺灣，當天到機場接機的歌迷約1200名，創下外國藝人來臺接機的最高人次，翌日登上臺北101舉辦記者會，成為首組在此招開記者會的韓國團體。
BIGBANG在2012年Springroove音樂節中與頂尖美國和日本嘻哈歌手一起表演，開始著手於日本的宣傳，BIGBANG是第一個與同公司女團2NE1一起被邀請的團體。隨著復出成功，BIGBANG在6月6日發行《Alive》特別版專輯《Still Alive》，專輯除原先已發佈的曲目外再加收4首新曲，其中主打曲定名為〈Monster〉。此張特別版專輯為組合進一步提升全球知名度，使BIGBANG在美國告示牌50強社交榜（Social 50）居於第11位，憑藉著超高人氣，BIGBANG在年末橫掃頒獎典禮各項大獎，當中在第14屆「Mnet亞洲音樂大獎」獲得最佳男子組合、年度歌手兩座獎項，以及G-Dragon以9月15日發行的個人迷你專輯《One of a Kind》奪下最佳男歌手獎，國際的部分，則在義大利的知名頒獎典禮「TRL獎」獲頒最受粉絲歡迎獎。
結束宣傳活動後，成員於2013年至2014年再次投入到個人活動中，包括隊長G-Dragon展開個人首次世界巡演「獨一無二」及發表正規二輯《COUP D'ETAT》；T.O.P主演韓國電影《同窗生》、發行個人數位單曲《Doom Dada》；太陽發行第二張正規專輯《Rise》並舉行「Rise」巡迴演出；大聲推出由日本知名團體東京事變的龜田誠治、知名作曲家笹路正徳、 松尾潔及m-flo成員VERBAL四大音樂製作人一同精心打造的首張個人日語專輯《D'scover》後於日本陸續展開「D-LIVE」與「D'slove」巡迴演唱會，勝利則著重於主持日本節目、發行迷你二輯《Let's Talk About Love》，而在2014年11月，BIGBANG的第二支子團體GD X TAEYANG亮相並公開新曲《Good Boy》，至此，成員均在自己的領域下達到高峰。

### 2015年－2016年：人氣巔峰
MADE

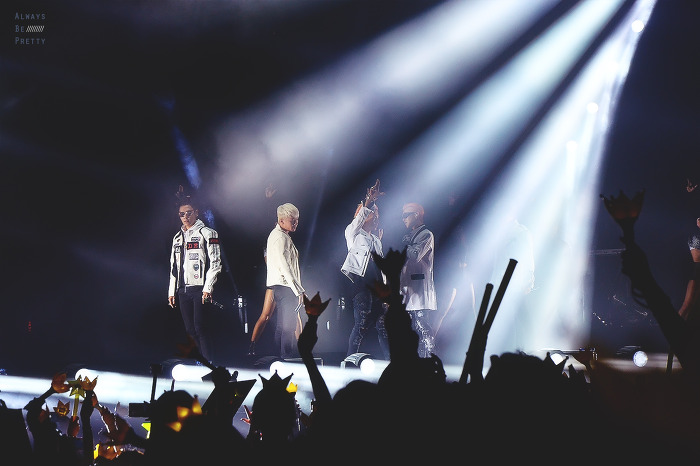
BIGBANG舉行「MADE」世界巡演

睽違2年10個月，BIGBANG以完整體回歸韓國樂壇，為他們的第三張韓語正規專輯《MADE》在發行前先以企劃「Made Series」逐月推出的形式，預計於2015年5月1日起依次每月發佈《M》、《A》、《D》直至8月份，發行最後一張單曲專輯《E》後正式發表《MADE》完整專輯。5月1日，公開企劃中的第一張單曲《M》，收錄〈Bae Bae〉、〈Loser〉兩首新曲，甫公開後分別在美國告示牌全球數位單曲榜空降第一及第二名的位置，這是繼同經紀公司歌手PSY憑著〈江南Style〉與〈紳士〉後第二個取得此項成績的韓國歌手，而〈Bae Bae〉一曲更在第13屆「韓國音樂大賞」獲得最佳流行歌曲以及年度歌曲兩座大獎，接著在6月2日發表第二張企劃單曲《A》，收錄的〈Bang Bang Bang〉及〈We Like 2 Party〉同樣在釋出後佔據告示牌全球數位單曲榜前二名，並在中國最大音樂網站QQ音樂的M/V榜單中分別位於第一和第二，先前發表的〈Loser〉與〈Bae Bae〉則排在第三和第六位，另外截至6月25日止，兩張單曲共4首歌曲已在YouTube上超過1億的觀看數，其中〈Bang Bang Bang〉被獲選為「MTV IGGY」的夏季國際歌曲。第三張單曲《D》於7月1日公開，包括〈If You〉、〈Sober〉，而三張單曲觀看數已突破2億。「Made Series」企劃的最後一張單曲《E》在8月5日釋出，包含〈Zutter〉以及〈Let's Not Fall in Love〉，後者空降告示牌全球數位單曲榜榜首並連續兩週佔據加翁數位單曲榜首位，至此，單曲系列的合併銷售在亞洲的累積銷量已超過1300萬張。另外在「Made Series」系列持續發行期間，BIGBANG著手進行極受讚譽又取得商業性成功的「MADE」世界巡迴演唱會，在4月25日至26日首爾的兩場演出拉開帷幕，而後造訪了13個國家，32座城市，共舉辦66場演唱會聚集來自世界各地超過150萬名的歌迷進場觀賞，成為史上韓國歌手規模最大、動員最多觀眾的演出。據媒體報導，BIGBANG至年底一共收入了1400億韓元（約1.2億美元）。
第二次世界巡演
然而，由於BIGBANG的繁忙行程與正在活動的世界巡迴演唱會，為了讓組合在四個月不間斷的宣傳活動後得以休息，完整專輯正式宣佈將延後推出，儘管如此，發行的單曲均取得巨大的成功，在17屆「Mnet亞洲音樂大獎」成了當晚最大贏家之一，成功奪下四項大獎，包括他們的第三座年度歌手獎。接著繼續2016年的的巡演，在中國大陸和臺灣展開「Made V.I.P」歌迷見面會，共吸引39萬名粉絲到場，另外在3月及4月，在日本展開「Fantastic Babys」，共有46萬3千名觀眾進場觀賞。值得關注的是，BIGBANG在2016年上半年從「MTV義大利音樂獎」世界獎項中摘下最佳藝人獎，成為第一個也是目前唯一一個獲得此獎項的韓國歌手。
十週年紀念

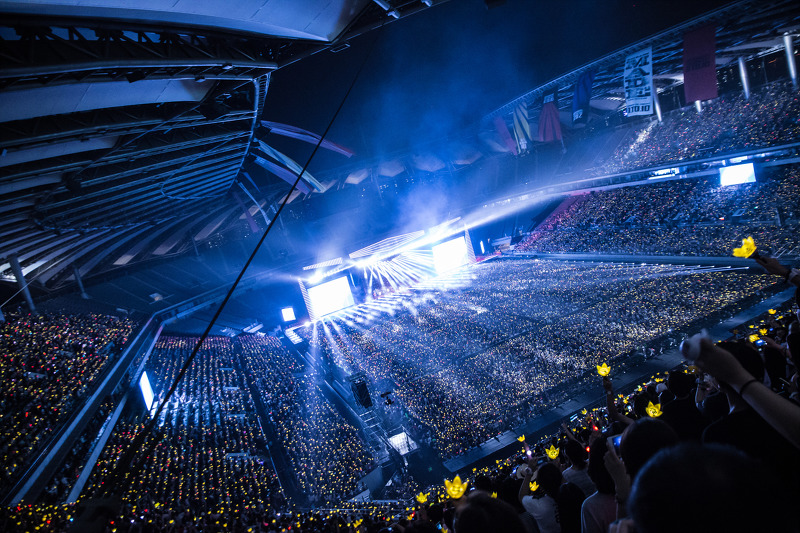
首爾場「0.TO.10」現場

2016年8月19日，BIGBANG迎來成軍第10年，在團體十週年之際，宣佈將展開一系列紀念活動，首先是在6月30日發行記錄了他們「MADE」世界巡迴演唱會全程的《BIGBANG MADE》紀錄片，再來是名為「0.TO.10」世界巡演，包括在7月29日至31日於日本大阪長居陸上競技場、8月20日在韓國首爾世界盃競技場舉行的公演，並陸續釋出紀念演唱會日本場次城市名單，2016年底加開福岡巨蛋演出，含特別活動總計在日本共23場演出，動員1百萬名觀眾進場觀賞，而追隨巡演的歌迷更超過130萬名，至此，BIGBANG創下了多項演唱會紀錄，在首爾世界盃競技場以成功聚集6萬5千名歌迷成為韓國歷年單場公演吸引最多觀眾的偶像組合，也成為日本歷史上第一個連續四年舉辦巨蛋巡演的海外歌手，且根據演唱會促進協會（ACPC）公開的數據顯示，BIGBANG於2016年度在日本一共舉辦60場演唱會動員超過185萬名觀眾的數值，創下該年日本巡演最多觀眾的紀錄。第三個專案則是名為「A TO Z」，展示團體的成長史，在8月5日至10月30日於韓國首爾舉行。11月8日，YG娛樂宣佈BIGBANG將舉行四場特別加場演唱會作為十週年巡演以及《MADE》專輯期的終場演出，分別是在2017年1月7日、8日韓國首爾高尺天空巨蛋以及1月21至22日在香港東九龍郵輪碼頭廣場中舉行「BIGBANG10 The Concert：0.TO.10 Final」，正式結束十週年紀念活動。
第三張韓語正規專輯《MADE》在2016年12月13日問世，除了囊括2015年5月至8月推出的「Made Series」系列所有歌曲外再加收3首新曲，分別為〈Fxxk It〉、〈Last Dance〉及〈Girlfriend〉，三首歌曲均在音源發佈後橫掃韓國八大數位音樂網站依次完美佔據第一、第二與第三位，包括去年已發表的八首單曲也再次全數回到榜單內，成為韓國唯一全專主打、非主打均破表的組合，其中〈Fxxk It〉一曲在音源發佈後1小時內於Melon收聽人數為117,398次、24小時內收聽人數則達到1,210,585次，均位居2016年韓團第一及刷新韓國歷年24小時內收聽人數最高紀錄，而正規三輯《MADE》則在中國發售的第一天便以將近112萬張銷售量創下付費數字專輯銷售數值，並在iTunes共25個國家及地區取得專輯排行榜冠軍，推出的兩部音樂錄影帶也分別佔據12月份在美國及全球觀看最多的K-Pop MV第一名及第二名的位置。

### 2017年－2021年：成員入伍、活動休止期
成員相繼入伍
在結束《MADE》宣傳期與十週年相關紀念活動後，隨著成員T.O.P作為徵兵員警在2017年2月9日入伍，團體短時間難以以完整體形式出現在大眾面前，所屬經紀公司為此表示「BIGBANG五名成員均具有可以單獨活動的能力，儘管現在五名陣容出現了空白，但這並不意味著團體會停止步伐，其餘四名成員將個別或一起展開活動」為歌迷帶來安慰，並在之後陸續發佈成員個別的演藝行程。而在四名成員均忙於各自的領域下，同時也重聚，分別在2017年5月及6月前往日本福岡巨蛋、東京巨蛋與大阪京瓷巨蛋共舉辦5場「BIGBANG Special Event 2017」歌迷見面會，以及在2017年年末於日本四大巨蛋和韓國首爾高尺天空巨蛋舉辦的「Last Dance」巡迴演唱會。而早前指出G-Dragon、太陽、大聲及勝利，有意於2018年初齊齊入伍，故這次的合體演唱會，也將會是他們服役前最後一次的演出。結束「Last Dance」終場演出後，BIGBANG在2018年正式暫停所有演藝活動，除了現行正在服役的T.O.P，其餘成員亦開始到達必須入伍服兵役的年齡，YG娛樂也在2018年2月6日表示G-Dragon與太陽正在等待現役入伍令。而其中G-Dragon確定於2018年2月27日以現役身份入伍、太陽於3月12日進入江原道鐵原郡的陸軍第6師團「青星部隊」報到，大聲則在3月13日作為隊內第4位服役成員前往位於江原道華川郡的第27師團「贏」新兵教育大隊，而他們為歌迷準備的單曲《花路》也會在大聲入伍當天發行。
爭議事件，沉寂，全球疫情活動空白期
2017年T.O.P服役期間因涉嫌在2016年入伍前吸食大麻4次而被韓國警方以違反「毒品類管理法」起訴意見書函送檢方，遭到不拘留起訴，緩刑兩年並易科罰金，服役的首爾義警隊將其除名，強制退役並轉為社會服務要員服完剩餘的兵役期。
2019年胜利因Burning Sun事件涉嫌召妓、偷拍、傳播影片引起各界爭議，胜利於2019年3月11日在社交平台上發文宣佈退出韓國演藝圈。2020年更被以仲介性交易、慣性賭博、性侵、違反外匯交易、違法食品衛生法、教唆特殊暴力、侵占公款等9項罪嫌，遭判1年6個月刑期，胜利於2023年2月刑滿釋放。
2020年1月3日，YG確定BIGBANG將會以4人形式在美國4月一年一度的科切拉音樂節回歸演出，結束兩年多的空白期，但該音樂節後來因為2019冠狀病毒病疫情關係而停止舉辦。同年3月11日，YG宣布BIGBANG全體成員續約，是繼2011年和2015年之後的第三次續約，而樂團亦正為新的音樂回歸計劃作準備。
2021年1月31日，BIGBANG 贏得 Seoul Music Award 的30週年特別獎項----- SMA傳奇大賞。

### 2022年－2023年：復出、合約到期
2022年2月7日，YG確認BIGBANG将以4人的形式在春天復出，新曲的录音工作已经全部结束。此曲是继2018年3月发行的单曲《花路》后，BIGBANG时隔4年再次发布新曲。其後BIGBANG如期在4月5日发表新單曲《春夏秋冬（Still Life）》，並在發售當日成功創下韓國組合史上最高的音源空降紀錄。。
4月30日，BIGBANG憑單曲《春夏秋冬（Still Life）》，於《Show! 音樂中心》取下第100個音樂節目冠軍。
12月26日，YG娛樂宣佈成員太陽將轉入旗下廠牌THE BLACK LABEL，大聲與YG娛樂的合約終止，但是仍為BIGBANG的成員。
2023年1月宣佈除G-Dragon外，其餘三位成員皆不與YG續約。5月31日，T.O.P.於個人社交平台Instagram上證實自己在2022年已告知過離開公司與團體，往後以個人身份活動，前公司YG娛樂並未對此問題進行回覆。6月6日，YG娱乐宣布與G-Dragon的专属合约结束。

### 2024年－2025年：重啟團體活動
2024年11月23日，GD、太陽和大聲以三人形式在MAMA舞台上重回觀眾的視線。
2025年2月，因傳聞T.O.P將重返BIGBANG活動，T.O.P方面出面澄清「SNS個人資料並未新增或更改過，回歸一事純屬虛假消息。」

## 風格特色

### 音樂路線
雖然韓國流行音樂向來以推出迎合青少年的團體而聞名，但BIGBANG因其個性化與將流行樂整合說唱、節奏藍調以及舞蹈元素的能力而受到讚揚，並以「超越類型界限的音樂主要風格」而出名。在早期活動時，組合的音樂風格主要是嘻哈音樂與流行說唱，同時融入節奏藍調的元素，雅虎的一位日本作家曾將BIGBANG早期作品與美國嘻哈團體黑眼豆豆進行對比，認為BIGBANG的歌曲含有「動聽的嗓音、說唱以及個性」。成員太陽於第一張韓語正規專輯《BIGBANG Vol.1》的首支獨唱曲〈My Girl〉在美國知名節奏藍調歌手歐瑪瑞的回憶錄中被描述為「平滑、性感、重低音」，同樣的，同一張專輯中勝利的獨唱曲〈Next Day〉則被認為具有「九十年代亞瑟小子強烈的氛圍」，均給予了高度評價。
2007年發行的首張迷你專輯《Always》代表了BIGBANG音樂風格的改變，組合開始嘗試電子音樂曲風，並使其成為韓國新的音樂流行趨勢，迷你二輯《Hot Issue》中受到澀谷系音樂影響的〈Fool〉一曲帶有「順暢的迪斯可下帶有強烈的舞蹈拍子」，第三張迷你專輯《Stand Up》收錄的〈一天一天〉被稱讚為「拍子自由穿梭，透過節奏帶給聽者刺激及享受」，並被譽為是一首成熟的傑作，而使BIGBANG帶來巨大成功的第五張迷你專輯《Alive》展示了團體的聲音，不僅不使用常用的自動調諧（Auto-Tune），其中〈Blue〉一曲因具有更多有趣的電子元素而出名，另外一首主打曲〈Bad Boy〉則被描述為具有懷舊的情感，更被稱為一首超越語言的完美流行歌曲，而在之後發行的改版專輯《Still Alive》的主打曲〈Monster〉使用了鋼琴和管弦聲音再度受到讚揚，收錄同專輯的〈BingleBingle〉則是凸顯了電子與復古曲風，與美國著名歌手凱蒂·佩芮及法國樂團傻瓜龐克相似。
BIGBANG在2015年及2016年末分別以「Made Series」系列單曲及完整正規專輯《MADE》回歸，此一系列作品再次突破性的揉合多種電子音樂與軟式搖滾等元素為團體創下佳績，包括〈Loser〉帶來更加成熟的風格但不失他們原先作品所塑造出的形象，〈Bang Bang Bang〉因其「EDM強烈曲風」而受到讚揚，而〈Bae Bae〉中矚目的則是「突破的元素」。在〈Let's Not Fall in Love〉中，BIGBANG被稱讚其發揮了他們的極致溫柔，這首歌被描述為具有豐富的演出，可以引起一系列情感。正規三輯《MADE》主打曲之一的〈Fxxk It〉特色在於「使用一點粗俗來揮舞他們的成長」，以節奏藍調曲風為基底，加入嘻哈、搖滾...等元素的旋律，是一首具有中毒性及BIGBANG特有風格的中速嘻哈歌曲，而相較於〈Fxxk It〉的狂放，收錄的第二首主打曲〈Last Dance〉則是屬於抒情的節奏藍調歌曲。
BIGBANG成員在個人活動中也發展出其他的音樂曲風，因此大眾形容他們「富有多樣性」，英國第二大高級報紙《衛報》曾評論「五名成員中的每個人都有屬於自己的特色，推出的音樂都不拘一格，涵蓋了節奏藍調、嘻哈、浩室、電子和流行各種曲風」，首爾的娛樂記者馬克·詹姆斯·羅素則稱讚團體不拘於分類，以「在所有主流中，BIGBANG在突破韓國流行音樂的界限上做出最多貢獻」給予了高度評價。在國際上，BIGBANG常被稱為「韓國流行音樂」的團體，但他們並不喜歡這個標籤，G-Dragon對此表示「我們是韓國人，所以顯然有些人把我們的音樂稱作韓國流行音樂。但是我們從來不把自己的音樂視為韓國流行音樂，我們的音樂純粹就是我們的。」T.O.P則指出「流行音樂不是根據誰演奏而劃分的，比如，白人做音樂，我們不會說這就是白人的音樂。」
使BIGBANG的人氣經久不衰的主要原因被歸功於成員獨特的風格，以及對自己的職業均維持著嚴格的管理而聞名，極大的投入音樂詞曲創作，與其他韓國歌手形成對比，隨著《Always》的發行，G-Dragon開始投入製作團體絕大多數的音樂作品，其貢獻受到了韓國知名英文報老牌《韓國時報》的讚揚，並形容BIGBANG為「一個非天才而是靠努力的偶像團體」。

### 舞臺及造型

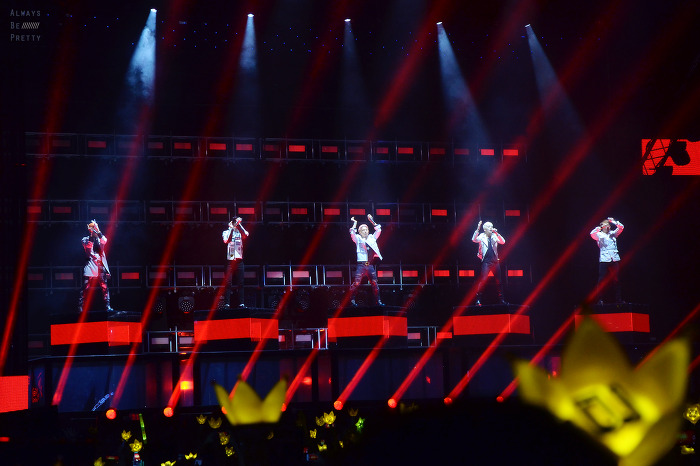
2015年MADE大連站演唱會現場舞臺

BIGBANG在舞臺上的奢華佈置也是出名的，而舞蹈絕大多數由勝利及肖恩·埃瓦里斯托進行編舞，雖然他們的動作曾極大的依賴街舞，但在編舞上也進行了其他風格的轉變，並被大量模仿和借鑒，由帕里斯·戈貝爾編舞的〈Bang Bang Bang〉舞蹈更成為2015年最流行的舞蹈之一，另外，BIGBANG的舞臺時尚也是重頭戲，《Fuse TV》曾指出「他們的行頭和他們的表演幾乎一樣有趣」，團體剛出道時無論是曲風又或者是舞臺風格、衣著均使用「Hip-hop」的概念，隨著2007年發行《Always》，BIGBANG的形象也發生了改變，他們更加靠近學院風、龐克時尚的衣著風格，包括配上匡威的小腳褲或是高筒運動鞋，這使其成為韓國的流行趨勢。除了穿A Bathing Ape、10 deep、路易威登、Jeremy Scott、及Phenomenon的品牌之外，BIGBANG也會在演出時或拍攝音樂錄影帶中穿一些定制印刷的連帽衫，他們還將「保守派時尚」帶回主流，使運動品牌耐吉和銳跑之類品牌的高筒鞋子掀起熱潮，而其中G-Dragon更被公認是團體中「最時尚的」的成員。
在PSY的〈江南Style〉最受歡迎的時候，《紐約時報》曾報導指出BIGBANG在紐澤西州的演唱會如何成為與PSY相反的「韓國流行音樂的熱情」，他們強調了色彩豔麗的服裝、編舞和舞臺表演。2012年，在所有歌手於菲律賓的亞洲購物中心體育館舉行的規模演唱會中「Alive Galaxy」世界巡迴演唱會排名第一，而他們在秘魯利馬的演唱會被評選為年度南美洲最佳，當與西方歌手如賈斯汀‧比伯和1世代對比時，BIGBANG的表演被認為「優勢更加明顯，聲勢更大，舞蹈更銳利」。另外在美國新澤西州紐華克展開的公演被《紐約時報》列為2012年度最佳演唱會。2012年3月份，《時代雜誌》南亞通訊員克麗斯塔·馬赫曾報導描述自己在首爾奧林匹克體操競技場聽的第一場韓國流行音樂演唱會，鑑於團體的舞臺表現，給予了「韓國流行音樂之王」的美譽。
BIGBANG在2015年展開的「MADE」巡演取得了關鍵性的商業成功，《洛杉磯時報》將他們在美國加利福尼亞州安那翰舉行的演唱會稱為「韓國流行音樂極其重要的一刻」，稱讚歌曲和表演的多樣性，指出演唱會如何將韓國流行音樂的現場水準「升級成為一個時尚以及更加大膽的舞臺壯觀景象」，在兩次均將團體列入年度最佳演唱會的同時，《紐約時代雜誌》也指出「韓國流行音樂最重要的歌手所舉行的電子、時尚和炫目的演唱會令美國著名歌手顯得業餘」再次給予了高度評價。

## 成就、影響與貢獻
BIGBANG是代表「韓流」將音樂類型傳向世界的首支韓國嘻哈主流偶像團體，並且出道至今所發表的音樂作品均出自於BIGBANG自己的創作，《韓國時報》曾指出G-Dragon作為首位從出道專輯就開始創作歌曲的偶像音樂家而出名並激勵了許多想當偶像的年輕人成為歌手兼作詞作曲者，另外，《韓國聯合通訊社》也報導團體「將韓國流行音樂作為文化品牌傳播，橫掃了美國、歐洲、南美和中東。」。2011年，《英國廣播公司》稱韓國流行樂隊，包括BIGBANG，正在全世界留下他們的足跡，並指BIGBANG對YG娛樂經濟成長的貢獻。
在團體作為亞洲第一組獲得2011年MTV歐洲音樂大獎的「最佳世界藝人」後，Google宣佈其子公司YouTube將推出自己的韓國流行音樂頻道，認可了韓國流行音樂的受歡迎度與成功，英國日報《衛報》也發佈了一篇文章，討論這次獲獎如何使「韓國音樂在歐洲流行起來」的重要性，《雪梨晨鋒報》則認為他們的成功歸功於一種對音樂類型的「特殊扭曲」，這種扭曲打破了偶像形式，華納兄弟子公司DramaFever總裁Suk Park敬稱他們為韓國流行音樂的先鋒，《密歇根日報》將BIGBANG描述為「同時革新又定義了音樂類型方向」的罕見團體，認定團體和個人的活動「留下了影響全球音樂市場的音樂足跡」，而之後他們再次定義了韓國流行音樂，否定世人對韓國流行音樂都是工廠制式製造，男團都是長著好看的臉蛋對嘴假唱的觀念。在團體十週年之際，美國《告示牌雜誌》報導稱「在過去十年中沒有歌手像BIGBANG那樣令韓國音樂世界著迷」，後又補充指其塑造了韓國音樂產業，能夠超越國際界限，縮小韓國流行音樂青少年向產業的限制。
令BIGBANG榮譽的是，他們的演唱會被韓國旅遊委員會的「Visit Korea 2010—2012」活動競選中，稱讚其「對國家巨大的經濟影響」，在旅遊領域，團體不僅是韓國著名的一張名片，更被大韓民國文化體育觀光部選為2016國家「Creative Icon」標語大使。2016年，BIGBANG在《時代雜誌》的「世界最具影響力的人」票選中排名第二，僅落後於美國政治家伯尼·桑德斯，同年，《富比士》將團體列於「百大名人」年度榜單第54位，並位列「福布斯30位30歲以下精英榜」第13名，從2015年6月至2016年6月一共賺進4400萬美元，成為進入榜單的第一位韓國歌手，更是年度收入全球第三的男團，僅次於1世代與新好男孩，使BIGBANG成為過去二十年中影響「韓流」最多的歌手之一，並且被韓國公眾及樂評人評為「過去二十年最受歡迎的男子偶像團體」，此外，他們在《中央日報》的「韓國娛樂業最強人物」排行榜排名第四位，亦是韓國所有組合中唯一在榜單前10名的歌手。。
2017年，BIGBANG成為首位進入「福布斯30位30歲以下精英榜」革新現代音樂產業的音樂家榜單的歌手，組合發行的主打曲成為在韓國流行音樂中最具指標性的歌曲之一，〈謊言〉代表他們的爆發以及簽名歌曲，不僅是Mnet音樂節目M! Countdown「十年內最佳歌曲」、自2006年以來下載量排名第二的音樂作品，更被韓國大眾及音樂專家票選為「過去20年最佳男子偶像歌曲」，〈Fantastic Baby〉則為最火紅的韓國流行歌曲之一，並在美國權威音樂雜誌《滾石雜誌》位列「50大男團歌曲」排行榜第22名、Stereogum「最佳韓國流行音樂錄影帶」排行榜位居第二。而美國知名雜誌《Spin雜誌》的「21大韓國流行歌曲」榜單中，〈Bad Boy〉位列第13位，二人組合GD&TOP的〈High High〉則排名第七位，〈Bad Boy〉同時還是第一首被列入《Fuse》年度最佳歌曲榜單中的韓國流行歌曲，另外，2015年發表的〈Loser〉被美國《告示牌》評為「2015最佳韓國流行歌曲」。其成績、知名度、風格的創新，使BIGBANG發行的歌曲幾乎在各大榜單中榜上有名。

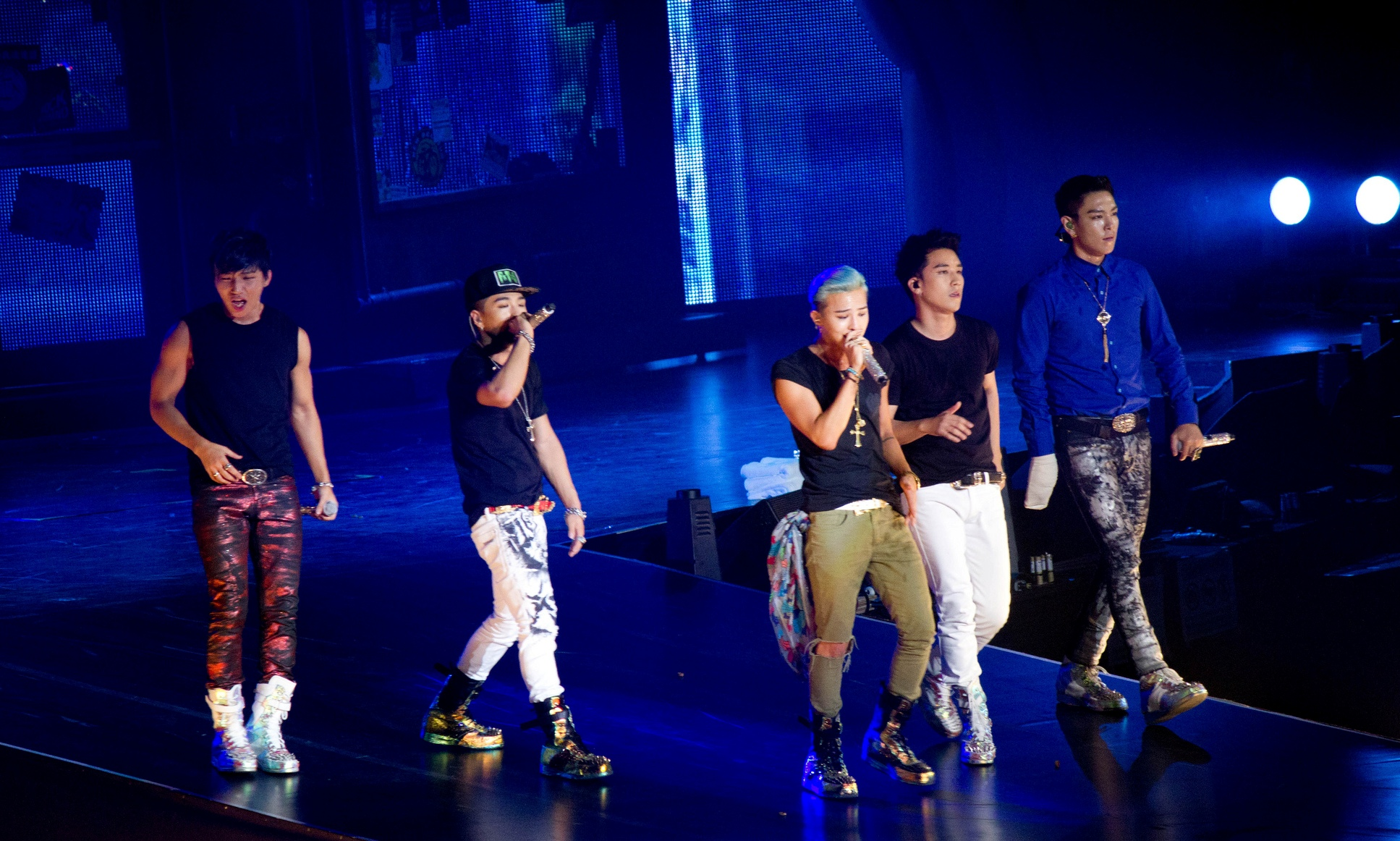
BIGBANG舉行「Alive」世界巡演

BIGBANG的成就及音樂作品影響了大量的後起之秀，包括吉兒‧斯科特、琵希·洛特、A*M*E、達科塔·芬妮、妮莉·費塔朵、傑登‧史密斯、Cho PD、ASTRO、防彈少年團、TEEN TOP、MONSTA X、Chang Kiha、高潤荷、Dynamic Duo、Zion.T、SONAMOO、Topp Dogg、NU'EST、Mamamoo成員華莎、GOT7成員BamBam、Block B成員U-Kwon、WINNER、iKON、一級秘密，以及格莱姆斯，Grimes並表示G-Dragon更影響了她的音樂風格，使自己的風格變得「清晰可見」。中國男子組合OkBang在BIGBANG之後躥紅，被指出「在音樂風格、行頭和髮型上和BIGBANG有很多類似的地方」。菲律賓女歌手兼演員Glaiza de Castro表演及演戲時的靈感來自BIGBANG及舞臺表現。饒舌歌手BewhY在《Show Me The Money 5》獲得冠軍時，透露是在聽了BIGBANG歌曲之後開始做饒舌音樂。
BIGBANG不僅影響了音樂界，也塑造時尚界的主要趨勢，BIGBANG的風格被稱為「BIGBANG時尚」，這種風格使他們在亞洲獲得一大批追隨者，2011年，與日本知名服飾零售商優衣庫合作生產T恤以宣傳在日本的回歸演唱，據報導，T恤在店舖開門後僅十五分鐘內便完售。《芝加哥太陽報》稱成員衣著風格為「世界上最大膽最精緻的衣著」，並稱讚他們總是「大膽、創新、引領潮流」，在《時尚雜誌》於首爾進行的韓國時尚歷史一百年的展覽中，強調了BIGBANG對韓國時尚的影響，而團體將自身定位為時尚偶像，並被西方媒體譽為史上最具風格男團。

### 歌迷
韓國歌迷俱樂部在韓國流行音樂中佔有相當重要的地位，其結構和運作與西方歌迷俱樂部有所不同，每個組合、歌手有其自己的名字及代表顏色，而BIGBANG官方歌迷名稱為「V.I.P very important people」，簡稱V.I.P（根據第二張單曲《BIGBANG Is V.I.P》命名），並持皇冠造型的黃色應援手燈。
BIGBANG也傳播了「粉絲米塔」，鼓勵歌迷將一大袋米帶到演唱會上，之後將這些米捐贈給慈善機構，幾個月內他們的第一次演出上，就收到了世界各地50個歌迷俱樂部捐出的12.7噸白米。另外，BIGBANG的知名度讓亞洲多位名流也都曾公開自己是V.I.P，包括中國女星Angelababy、章子怡，臺灣藝人唐禹哲、舒淇，香港歌手鄧紫棋，韓國明星金秀賢、李鍾碩、劉在石、宋仲基、李孝利、趙如晶、Ailee、李敏鎬、李準基、韓佳人、金宇彬等均公開過，而西洋歌手賈斯汀·比伯也曾在採訪中公開稱讚G-Dragon，並表示對其充滿敬意，使BIGBANG擁有「明星收割機」的美譽。2016年，V.I.P們在投票中被評為2016年度最佳粉絲團，打敗了其他受歡迎的歌手如世界著名歌手黛咪‧洛瓦托、布蘭妮·斯皮爾斯和席琳娜‧戈梅茲的粉絲團。

### 演唱會紀錄

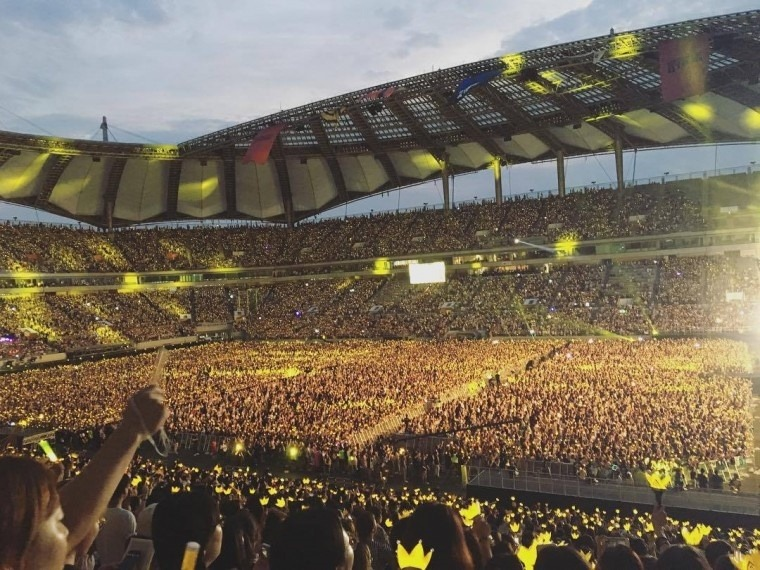
首爾場「0.TO.10」現場

BIGBANG歷年所舉辦的演唱會也為他們帶來多項成就，包括首場世界巡演在臺灣創下最高售票記錄，以及在英國倫敦創下首個韓國歌手規模最大的演出紀錄。而他們作爲在日本其中一隊最受歡迎的韓國音樂組合，在2013年舉行的「日本巨蛋巡迴演唱會」也創造了外國歌手在日本舉辦演出的最高票房紀錄，他們也是第一組連續三年在日本巨蛋舉辦演唱會的外國歌手。此外，2015年舉行的「MADE」世界巡迴演唱會成為在韓國歌手歷年所舉辦的巡演中規模最大的演唱會，並且成為史上瀏覽數最多的線上韓國流行音樂演唱會。BIGBANG同時也是唯一一組在上海梅賽德斯-奔馳文化中心連續舉行三場公演的外國歌手，第一組在在馬來西亞吉隆玻舉辦兩天演唱會的韓國歌手，第一組在香港兩次共三場演出門票完售的外國藝人，也成為韓國歌手在美國、加拿大及中國所舉行的韓國流行音樂演唱會中規模最大的演出，巡演帶來的記錄性影片《BIGBANG MADE》在韓國成為瀏覽數最多的音樂紀錄片。2016年，他們迎來出道第十週年，並在韓國首爾世界盃競技場舉行紀念演唱會「0.TO.10」，一共聚集6萬5千名觀眾進場觀賞，成為韓國史上動員最多觀眾的單場演出。

## 獎項與榮譽
縱觀BIGBANG的職業生涯，他們不僅取得了重大成就及獲得多座獎項，也在韓國、海外地區創下多項紀錄。BIGBANG的歌詞和作曲得到了歌迷及樂評人的共鳴，在許多頒獎典禮中獲頒年度歌曲，其中包括〈Bae Bae〉在「韓國音樂大獎」中獲得的獎項，以及〈Bang Bang Bang〉在「甜瓜音樂獎」與「Mnet亞洲音樂大獎」獲得此項殊榮。他們在2008年第十七屆的「首爾音樂獎」、2015年第七屆「甜瓜音樂獎」均取得年度歌手獎，並三度在「Mnet亞洲音樂大獎」榮獲年度歌手獎，分別是在2008年、2012年和2015年。2011年，他們出席了在北愛爾蘭貝爾法斯特奧德賽劇院舉行的第十八屆「MTV歐洲音樂大獎」並成為歷史上第一個獲得最佳世界藝人的亞洲組合。BIGBANG在國際著名頒獎典禮「世界音樂獎」共獲頒三座大獎，包括〈Fantastic Baby〉的年度音樂錄影帶獎，而在2016年，他們成為首位也是唯一在「意大利MTV音樂獎」獲頒世界最佳藝人的韓國歌手。團體在第五屆「Gaon Chart K-POP大獎」榮獲亞洲最具影響力組合獎以及在第五十八屆「日本唱片大獎」中獲頒特別成就獎。
在超過十年的漫長職業生涯中，他們不斷的取得成功，為韓國流行音樂帶來最多熱門的數位歌曲，2007年的歌曲〈謊言〉是他們的突破，這首歌在韓國八大數位音樂網站之一的MelOn排行榜前百名盤踞了超過54週，成為第一首在榜單上停留超過50週的歌曲，其中有22週居於前十名，接著〈最後的問候〉創下了歷史記錄，在榜單上蟬聯八週冠軍。2011年，BIGBANG登上Cyworld的名人堂，成為排行榜內史上最熱銷的藝人。2011年發行的迷你四輯《Tonight》成為進入美國iTunes榜單前十名的首張韓國音樂專輯，而2012年推出的第五張迷你專輯《Alive》則成為第一張登上告示牌200大專輯榜的韓國專輯並使他們成為在告示牌K-pop熱門100前十名中就佔據了五個名次的第一位藝人。
BIGBANG在2015年共發行四張單曲《M》、《A》、《D》及《E》，其中《M》讓他們成為繼同公司的PSY之後第二位在告示牌全球數位單曲榜同時登上第一和第二名的第二位韓國歌手，並且四張單曲便有三張取得此項成績，2015年他們成為第一位擁有三首歌曲進入加翁單曲排行榜年榜前五名以及第一位在該榜單中同時登上第一和第二位的韓國歌手。隨著《MADE》完整正規專輯的發行，他們破了自己創下在中國銷售最快的外國藝人記錄，僅一天就售出超過100萬張，當中收錄的主打曲〈Fxxk It〉則在韓國最大的音源網站MelOn以24小時內收聽人數達到1,210,585的數字創下歷年最高紀錄，另外在2017年4月9日公開的歷年24小時收聽人數TOP10名單中，BIGBANG的歌曲便佔據了7席，男團及所有男歌手的TOP10名單內則分別各佔據9席位置。他們也曾是YouTube頻道瀏覽數最多的亞洲團體，擁有超過43億的累積瀏覽數，〈Fantastic Baby〉的音樂錄影帶已獲得超過3億的瀏覽數，他們是第一組取得此項成績的韓國團體，也成為了韓國樂壇第一個擁有八部音樂錄影帶在YouTube頻道均獲得1億瀏覽數的歌手，分別是〈Fantastic Baby〉、〈Bang Bang Bang〉、〈Good Boy〉、〈Loser〉、〈Bad Boy〉、〈Let's Not Fall In Love〉、〈Blue〉以及〈Fxxk It〉。

## 爭議

### 交通事故
2011年大聲在駕車行駛在首爾楊花大橋時，不慎撞上了一名因酒駕自撞而倒地的機車騎士，機車騎士不治身亡。當時韓國警方發布「BigBang大聲車禍案」調查結果，警方表示雖玄某先撞上路燈，導致頭部嚴重受傷，但從玄某倒在地上到大聲撞上玄某，中間只隔兩分鐘，這時間還不足致玄某死亡。再加上也在現場的計程車行車記錄器顯示大聲超速，時速約70到80公里稱事故中的死者玄某，的確是被大聲的車撞死，並建議對大聲以不拘留起訴。後來大聲與家屬達成和解，家屬方面也對外表示「希望大聲不要因為這次事件而受傷，能繼續好好地活動」。YG娛樂公司社長表示，大聲會承擔道義責任，暫時中斷演藝活動。
另外，大聲在2019年被踢爆名下位於江南的大樓內，經營著聲色場所，甚至涉及了性買賣交易，掀起了軒然大波，不過在經過調查以後，警方決定不起訴，並對外表示「沒有發現他放任未經許可的聲色場所經營的相關證據」，而涉嫌性買賣的營業所也被證實並非在大聲的大樓內，而是在其他地方。

### 吸食大麻風波
2011年10月，G-Dragon曾因吸食大麻被判定暫緩起訴處分，當時他表示並不知道是大麻，且是初犯，吸入量也未達到毒品犯罪的處理標準。而2023年10月，江南一家娛樂場所的負責人A某指控G-Dragon涉嫌吸毒而引發爭議，G-Dragon否認這些指控，甚至主動到警方接受調查，最終國立科學搜查院的精密檢測未發現毒品成分，G-Dragon於12月被判無嫌疑。
2017年6月1日，據韓國媒體報導，首爾地方警察廳毒品犯罪調查處針對T.O.P涉嫌在2016年10月份與後輩女練習生韓瑞希吸食大麻為由對其毛髮進行了檢查，毛髮檢驗結果顯示為陽性反應，T.O.P坦承吸食，警方以違反「毒品類管理法」將起訴意見書函送檢方，所屬經紀公司YG娛樂在事件爆發後隨即發表聲明表示經公司確認，媒體報導的情況屬實，並宣稱T.O.P在調查過程中已承認大部分的嫌疑，然而在6月2日，負責此案的警方則否認了YG娛樂的說法，指稱T.O.P在接受調查時均主張是在不知情的情況下吸食大麻，並透露與韓小姐吸食的是混入到電子菸液的液狀大麻，而T.O.P在接受調查時聲稱並不知道韓瑞希給自己的電子菸液中含有大麻。
2017年6月5日，首爾中央地檢署重案組公佈調查結果，T.O.P於2016年10月9日至14日涉嫌與韓瑞希一同吸食大麻兩次、吸食液體大麻兩次共計四次，但在2017年3月接受調查時，只坦承吸食大麻2次，否認吸食液態大麻，他因違反「毒品類管理法」，遭到不拘留起訴。同日，首爾義警隊將T.O.P除名並強制退役，日後將轉為社會服務要員服完剩餘的兵役。翌日，T.O.P被發現在義警隊宿舍因服用過量藥物不醒人事而被送到首爾梨大木洞醫院深切治療部急救。昏迷一事傳出後，警方以T.O.P僅是「服用安眠藥在熟睡，並非無意識，叫他或是捏他都有反應」作出回應，消息一出再度引起網友對T.O.P的不滿。然而警方此一說法在6月7日下午醫院院方所招開的記者會中推翻，院方表示不知道是誰向警方透露虛假情報，並證實T.O.P送醫時並非外傳的被人攙扶走進醫院，而是被3人抬入醫院，並且服用的是醫師處方箋的抗憂鬱藥苯二氮䓬類，可能含有安眠藥成分，並非警方所說的因服用安眠藥導致熟睡無法清醒。另外，院方也說明患者在入院時對任何刺激均無任何反應，診療結果為血壓144/108mmHg，脈搏每分鐘128下，是血壓上升、脈搏加快的狀態，動脈血液檢查呈現缺氧、高碳酸血症及呼吸衰竭，已是危險的程度，甚至考慮過插管治療，而目前仍處在無意識狀態，且呼吸並不正常，血液中的二氧化碳含量仍過高，有可能會出現心跳停止的情況。
T.O.P入院及罹患重度憂鬱症公開後，BIGBANG的粉絲和一些其他藝人的歌迷在社群網站上發起以帶有「#StayStrongTOP」的話題進行發文，藉此表達關心及鼓勵，當時該話題成為了Twitter的熱門標籤。2017年7月20日，T.O.P因吸食大麻被判刑期10個月，緩刑兩年，及12,000韓元罰金。

### Burning Sun事件
2019年1月，BIGBANG成員胜利所投资的夜店Burning Sun接连爆出暴力、贩毒、性侵及贿赂警察等丑闻。3月10日，首爾地方警察廳立案对胜利等人为海外投资人召妓一事展开调查。據警方表示，經過調查後表明勝利沒有為海外投資人召妓，日本海外投資人表示當日派對是與妻子共同出席，並不存在召妓。
2019年3月11日，勝利因Burning Sun事件引起各界爭議，事件影響持續發酵因而宣布無限期退出娱乐圈。据报道，胜利的Kakaotalk聊天记录里还有涉及其他演艺人员，後已更正為鄭俊英聊天室，其影片流傳內容皆為鄭俊英與他人在無經過同意情況下拍攝，據韓媒報導，勝利不存在偷拍、傳播。
該案在2021年8月12日下午於軍事法庭宣判，勝利被判入獄3年，被強制退伍入獄。勝利於2021年8月19日進行上訴，於2022年1月27日於軍事法庭進行第二次宣判，勝利於該次宣判時承認所有罪行，法官當庭更改刑期從3年更改為1年6月，由於勝利於第一次宣判後已經當庭羈押並服刑5個月，所以只需服刑多1年1月便可以完成服刑，於2023年2月刑滿釋放。

## 成員資料
| 太陽       | 태양     | Taeyang  | SOL      | ソル         | 董詠培 | 동영배 | トン・ヨンベ     | Dong Young-Bae  | 1988年5月18日 · 京畿道議政府市     |
| G-Dragon   | 지드래곤 | G-Dragon | G-Dragon | ジードラゴン | 權志龍 | 권지용 | クォン・ジヨン   | Kwon Ji-Yong    | 1988年8月18日 · 首爾特別市龍山區   |
| 大聲       | 대성     | Daesung  | D-Lite   | ディ・ライト | 姜大聲 | 강대성 | カン・デソン     | Kang Dae-Sung   | 1989年4月26日 · 首爾特別市梨泰院洞 |
| 已離開成員 |          |          |          |              |        |        |                  |                 |                                    |
| T.O.P      | 탑       | T.O.P    | T.O.P    | トップ       | 崔勝鉉 | 최승현 | チェ・スンヒョン | Choi Seung-Hyun | 1987年11月4日 · 首爾特別市江南區   |
| 勝利       | 승리     | Seungri  | V.I      | ヴィ・アイ   | 李昇炫 | 이승현 | イ・スンヒョン   | Lee Seung-Hyun  | 1990年12月12日 · 光州廣域市光山區  |

## 音樂作品
| 正規專輯 - 2006年：BIGBANG Vol.1 - 2008年：Remember - 2016年：MADE 迷你專輯 - 2007年：Always - 2007年：Hot Issue - 2008年：Stand Up - 2011年：Tonight - 2011年：Tonight（特別版本） - 2012年：Alive - 2012年：Still Alive（特別版本） 單曲專輯 - 2006年：BIGBANG - 2006年：BIGBANG Is V.I.P - 2006年：BIGBANG 03 - 2008年：FILA Limited Edition With BIGBANG - 2009年：Lollipop(Digital Single) - 2015年：M - 2015年：A - 2015年：D - 2015年：E 數位單曲 - 2018年：花路 - 2022年：Still Life | 正規專輯 - 2008年：Number 1 - 2009年：BIGBANG - 2011年：BIGBANG 2 - 2012年：Alive - 2012年：Alive（Monster版本） - 2016年：Made Series - 2017年：MADE 迷你專輯 - 2008年：For the World - 2008年：With U - 2012年：巨蛋日巡紀念迷你專輯 單曲專輯 - 2009年：My Heaven - 2009年：Gara Gara GO!! - 2009年：聲をきかせて - 2010年：Tell Me Goodbye - 2010年：Beautiful Hangover |

| 年份 | 专辑名字                          | 年份 | 专辑名字                |
| ---- | --------------------------------- | ---- | ----------------------- |
| 2006 | BIGBANG Vol.1                     | 2010 | Tell Me Goodbye         |
| 2006 | BIGBANG                           | 2010 | Beautiful Hangover      |
| 2006 | BIGBANG Is V.I.P                  | 2011 | Tonight                 |
| 2006 | BIGBANG 03                        | 2011 | Tonight（特別版本）     |
| 2007 | Always                            | 2011 | BIGBANG 2               |
| 2007 | Hot Issue                         | 2012 | Alive                   |
| 2008 | Remember                          | 2012 | Still Alive（特別版本） |
| 2008 | Stand Up                          | 2012 | Alive                   |
| 2008 | FILA Limited Edition With BIGBANG | 2012 | Alive（Monster版本）    |
| 2008 | Lollipop（Digital Single）        | 2015 | M                       |
| 2008 | Number 1                          | 2015 | A                       |
| 2008 | For the World                     | 2015 | D                       |
| 2008 | With U                            | 2015 | E                       |
| 2009 | BIGBANG                           | 2016 | MADE                    |
| 2009 | My Heaven                         | 2016 | Made Series             |
| 2009 | Gara Gara GO!!                    | 2017 | MADE                    |
| 2009 | 聲をきかせて                      | 2018 | 花路                    |

## 影視作品
BIGBANG歷年發行的演唱會DVD、藍光，及歷年在YouTube頻道上發佈的音樂錄影帶，請參閱
| - 2012年：Extra Ordinary 20'S - 2016年：BIGBANG MADE | - 2006年：BIGBANG出道實錄 - 2009年：BIGBANG－樂天遊樂園特輯 - 2010年：BIGBANG－兩天一夜 - 2011年：BIGBANG TV - 2017年：Run, BIGBANG Scout |

## 演唱會
| 巡迴演唱會 - Want You巡迴演唱會（2007年） - Global Warning巡迴演唱會（2008年） - Electric Love巡迴演唱會（2010年） - Love and Hope巡迴演唱會（2011年） - Alive Galaxy世界巡迴演唱會（2012年－2013年） - 日本巨蛋巡迴演唱會（2013年－2014年） - X日本巨蛋巡迴演唱會（2014年－2015年） - MADE世界巡迴演唱會（2015年－2016年） - Last Dance巡迴演唱會（2017年） 巡迴歌迷見面會 - Fantastic Babys（2012年、2014年、2016年） - Made V.I.P Tour（2016年） - BIGBANG Special Event（2016年－2017年） 紀念演唱會 - 0.TO.10（2016年－2017年） | 個人巡迴演唱會 大聲 - D'scover日本巡迴演唱會（2013年） - D'slove日本巡迴演唱會（2014年） - D-lite日本巨蛋巡迴演唱會（2017年） - DなSHOW Vol.1 （2018年） G-Dragon - 獨一無二世界巡迴演唱會（2013年） - 母胎世界巡迴演唱會（2017年） 太陽 - Rise世界巡迴演唱會（2014年－2015年） - 白夜世界巡迴演唱會（2017年） 勝利 - THE GREAT SEUNGRI巡迴演唱會（2018年－2019年） - THE SEUNGRI SHOW巡迴演唱會（2019年） YG Family巡迴演唱會 - 10週年世界巡迴演唱會（2006年） - 15週年巡迴演唱會（2011年－2012年） - Power世界巡迴演唱會（2014年） |

## 書籍作品
- 2009年1月28日：向世界呼喊吧（세상에 너를 소리쳐）ISBN 8992647603

## 外部連結
- 日本官方網站 （日語）
- BIGBANG的Facebook專頁
- BIGBANG的X（前Twitter）
- BIGBANG的新浪微博
- BIGBANG Apple Music
- BIGBANG Spotify
- YouTube上的BIGBANG頻道

| 前任： JERO | 日本唱片大獎最優秀新人獎 2009 | 繼任： S/mileage |